# Liste der Baudenkmale im Landkreis Rostock

Karte des Landkreises Rostock

Diese Liste enthält die Baudenkmale im Landkreis Rostock. Grundlage ist die Denkmalliste des Landkreises Rostock. Die Angaben in den einzelnen Listen ersetzen nicht die rechtsverbindliche Auskunft der zuständigen Denkmalschutzbehörde.

## Aufteilung
Wegen der großen Anzahl von Kulturdenkmalen im Landkreis Rostock ist diese Liste in Teillisten nach den Städten und Gemeinden aufgeteilt.
| Stadt/Gemeinde           | Karte | Denkmalliste                                        | Bild eines Denkmals              |
| ------------------------ | ----- | --------------------------------------------------- | -------------------------------- |
| Admannshagen-Bargeshagen |       | Baudenkmale                                         | Scheune                          |
| Alt Bukow                |       | Baudenkmale                                         | Dorfkirche                       |
| Alt Sührkow              |       | Baudenkmale                                         | Mausoleum                        |
| Altkalen                 |       | Baudenkmale                                         | Windmühle                        |
| Am Salzhaff              |       | Baudenkmale                                         | Bauernhaus                       |
| Bad Doberan              |       | Baudenkmale                                         | Münster                          |
| Bartenshagen-Parkentin   |       | Baudenkmale                                         | Ziehbrunnen                      |
| Bastorf                  |       | Baudenkmale                                         | Leuchtturm                       |
| Baumgarten               |       | Baudenkmale                                         | Kirche                           |
| Behren-Lübchin           |       | Baudenkmale                                         | Gutshaus                         |
| Benitz                   |       | Baudenkmale                                         | Doppelwohnhaus                   |
| Bentwisch                |       | Baudenkmale                                         | Bahnhof                          |
| Bernitt                  |       | Baudenkmale                                         | Fernsehturm                      |
| Biendorf                 |       | Baudenkmale                                         | Gutshaus                         |
| Blankenhagen             |       | Baudenkmale                                         | Pfarrhaus                        |
| Broderstorf              |       | Broderstorf                                         |                                  |
| Bröbberow                |       | Baudenkmale                                         | Hallenhaus                       |
| Börgerende-Rethwisch     |       | Baudenkmale                                         | Grenzturm                        |
| Bützow                   |       | Baudenkmale                                         | Wohnhaus                         |
| Cammin                   |       | Baudenkmale                                         | Kirche                           |
| Carinerland              |       | Baudenkmale                                         | Holländerhaus                    |
| Dahmen                   |       | Baudenkmale                                         | Schmiede                         |
| Dalkendorf               |       | Baudenkmale                                         |                                  |
| Dobbin-Linstow           |       | Baudenkmale                                         | Gutshaus                         |
| Dolgen am See            |       | Baudenkmale                                         | Windmühle                        |
| Dreetz                   |       | Baudenkmale                                         |                                  |
| Dummerstorf              |       | Baudenkmale                                         | Friedenseiche mit Kriegerdenkmal |
| Elmenhorst/Lichtenhagen  |       | Baudenkmale                                         | Bauernhaus                       |
| Finkenthal               |       | Baudenkmale                                         | Kirche                           |
| Gelbensande              |       | Baudenkmale                                         | Jagdschloss                      |
| Glasewitz                |       | keine Baudenkmale                                   |                                  |
| Gnewitz                  |       | Baudenkmale                                         |                                  |
| Gnoien                   |       | Baudenkmale                                         | Rathaus                          |
| Graal-Müritz             |       | Baudenkmale                                         | Rhododendronpark                 |
| Grammow                  |       | Baudenkmale                                         |                                  |
| Groß Roge                |       | Baudenkmale                                         |                                  |
| Groß Schwiesow           |       | Baudenkmale                                         |                                  |
| Groß Wokern              |       | Baudenkmale                                         | Kirche                           |
| Groß Wüstenfelde         |       | Baudenkmale                                         | Gutshaus                         |
| Gutow                    |       | Baudenkmale                                         | Kirche                           |
| Gülzow-Prüzen            |       | Baudenkmale                                         | Institutsgebäude                 |
| Güstrow                  |       | Baudenkmale                                         | Dom                              |
| Hohen Demzin             |       | Baudenkmale                                         | Burg                             |
| Hohen Sprenz             |       | Baudenkmale                                         | Kirche                           |
| Hohenfelde               |       | Baudenkmale                                         | Quelltempel                      |
| Hoppenrade               |       | Baudenkmale                                         | Bahnhof                          |
| Jördenstorf              |       | Baudenkmale                                         | Kirche                           |
| Jürgenshagen             |       | Baudenkmale                                         | Kirche                           |
| Kassow                   |       | Baudenkmale                                         |                                  |
| Klein Belitz             |       | Baudenkmale                                         | Kapelle                          |
| Klein Upahl              |       | Baudenkmale                                         |                                  |
| Krakow am See            |       | Baudenkmale                                         | Rathaus                          |
| Kritzmow                 |       | Baudenkmale                                         |                                  |
| Kröpelin                 |       | Baudenkmale                                         | Pflasterstraße mit Kastanien     |
| Kuchelmiß                |       | Baudenkmale                                         | Altes Zollhaus                   |
| Kuhs                     |       | Baudenkmale                                         |                                  |
| Kühlungsborn             |       | Baudenkmale                                         | Dampflok                         |
| Laage                    |       | Baudenkmale                                         | Wasserturm                       |
| Lalendorf                |       | Baudenkmale                                         | Panzerdenkmal                    |
| Lambrechtshagen          |       | Baudenkmale                                         | Bauernhaus                       |
| Lelkendorf               |       | Baudenkmale                                         | Schloss                          |
| Lohmen                   |       | Baudenkmale                                         | Pfarrhof                         |
| Lüssow                   |       | Baudenkmale                                         | Gerichtssäule                    |
| Mistorf                  |       | Baudenkmale                                         | Kirche                           |
| Mönchhagen               |       | Baudenkmale                                         |                                  |
| Mühl Rosin               |       | Baudenkmale                                         | Kirche                           |
| Neubukow                 |       | Baudenkmale                                         | Rathaus                          |
| Nienhagen                |       | keine Baudenkmale                                   |                                  |
| Nustrow                  |       | Baudenkmale                                         | Gutshaus                         |
| Papendorf                |       | Baudenkmale                                         | Villa                            |
| Penzin                   |       | Baudenkmale                                         |                                  |
| Plaaz                    |       | Baudenkmale                                         | Kirche                           |
| Poppendorf               |       | Baudenkmale                                         | Gutshaus                         |
| Prebberede               |       | Baudenkmale                                         | Gutshaus                         |
| Pölchow                  |       | Baudenkmale                                         | Wohnhaus                         |
| Reddelich                |       | Baudenkmale                                         | Hallenhaus                       |
| Reimershagen             |       | Baudenkmale                                         | Kirche                           |
| Rerik                    |       | Baudenkmale                                         | Kirche                           |
| Retschow                 |       | Baudenkmale                                         | Bauernhaus                       |
| Roggentin                |       | Baudenkmale                                         |                                  |
| Rukieten                 |       | Baudenkmale                                         | Kapelle                          |
| Rövershagen              |       | Baudenkmale                                         | Windmühle                        |
| Rühn                     |       | Baudenkmale                                         | Klosterkirche                    |
| Sanitz                   |       | Baudenkmale                                         | Kirche                           |
| Sarmstorf                |       | Baudenkmale                                         | Kirche                           |
| Satow                    |       | Baudenkmale                                         | Katen                            |
| Schorssow                |       | Baudenkmale                                         | Dorfkirche und Mausoleum         |
| Schwaan                  |       | Baudenkmale                                         | Jüdischer Friedhof               |
| Schwasdorf               |       | Baudenkmale                                         | Herrenhaus                       |
| Selpin                   |       | Baudenkmale                                         |                                  |
| Steffenshagen            |       | Baudenkmale                                         | Windmühle                        |
| Steinhagen               |       | Baudenkmale                                         |                                  |
| Stubbendorf              |       | Baudenkmale                                         | Gutshaus                         |
| Stäbelow                 |       | Baudenkmale                                         | Kirche                           |
| Sukow-Levitzow           |       | Baudenkmale                                         | Wassermühle                      |
| Tarnow                   |       | Baudenkmale                                         | Kirche                           |
| Tessin                   |       | Baudenkmale                                         | Rathaus                          |
| Teterow                  |       | Baudenkmale                                         | Mühle                            |
| Thelkow                  |       | Baudenkmale                                         | Kirche                           |
| Thulendorf               |       | Baudenkmale                                         | Windmühle                        |
| Thürkow                  |       | Baudenkmale                                         | Kirche                           |
| Vorbeck                  |       | Baudenkmale                                         | Gutshaus                         |
| Walkendorf               |       | Baudenkmale                                         | Gutsanlage                       |
| Wardow                   |       | Baudenkmale                                         | Kirche                           |
| Warnkenhagen             |       | Baudenkmale                                         | Gutshaus                         |
| Warnow                   |       | Baudenkmale                                         | Kirche                           |
| Wiendorf                 |       | Baudenkmale                                         | Kirche                           |
| Wittenbeck               |       | Baudenkmale                                         |                                  |
| Zarnewanz                |       | Baudenkmale                                         |                                  |
| Zehna                    |       | Baudenkmale                                         | Gutsanlage                       |
| Zepelin                  |       | Baudenkmale                                         | Kirche                           |
| Ziesendorf               |       | Baudenkmale                                         | Schule                           |
| bewegliche Denkmale      |       | Liste der beweglichen Denkmale im Landkreis Rostock | Molli                            |